# 農奴制
農奴制是一種在封建制度下、特別是莊園制度下的與農民地位相關的奴役制度。農奴制度主要發展在歐洲10世紀中世紀中期，持續到19世紀中葉，以財務束縛或變異的奴隸制為條件對農民實行奴役。農奴以自己的勞力，在國有或莊園主的土地工作，以換取保護和公正，以及在該土地上額外開墾耕作以保證自己的生計。
農奴制不僅涉及農作，也包括礦業、森業和築路。農奴制下，莊園形成了社會的基本單位，農奴形成了封建社會最低的社會階層。農奴受到法律、經濟和社會關係上的多重束縛。農奴不同於奴隸，農奴的領主只有不完全的人身佔有權。領主不能處死農奴，但能隨意處罰（黥面）或連同土地買賣、抵押和轉讓。農奴有義務為領主無償勞作，農奴的產出也被定義為領主的產權(所以農奴逃走等於盜取領主財產)。
1861年俄国農奴制度改革規定，領主的產業往往以農奴的數量來衡量。但農奴要困在莊園土地上，不得領主批准，不得離開。如果農奴逃亡，要受來自國家制度的懲罰，領主也會捕捉他們。

## 定义
法国历史学家馬克·布洛克指出農奴制的三个特点：
- 身份世襲。
- 与奴隶不同，農奴有权利拥有生产资料，但可以不曾拥有。
- 领主有法定的权利可以指令農奴，包括司法权。

## 词源

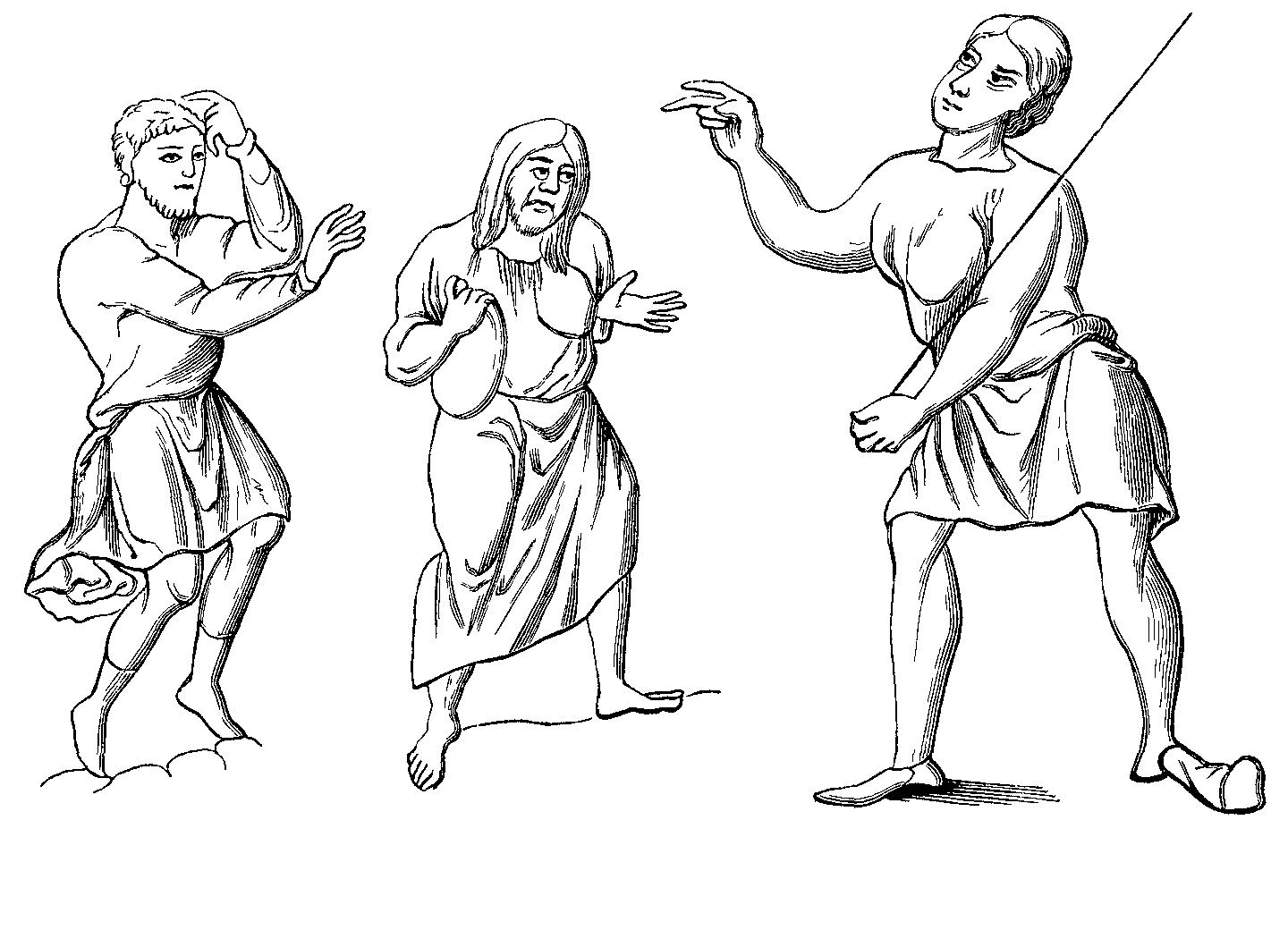
奴隶或农奴的服饰，约第六到十二世纪，由H. de Vielcastel收集，原始资料来自欧洲图书馆。

词汇“农奴”（"serf"）源自中世纪法语serf，可以进一步追溯至拉丁语servus（“奴隶slave”）。在。在古代晚期和中世纪大多数时期，大多数所谓的农奴是拉丁语中的隶农coloni。随着奴隶制逐渐消亡，servi的法律地位渐渐趋向于coloni，该词汇变成了我们现代所指农奴的意思。农奴制（"Serfdom"）在1850定型。

## 依附性和等级
在封建社会中，如爵士和骑士一样，农奴有独特的地位：为了换取保护，农奴在领主的土地上生活劳动。这种庄园制系统展现了一定程度上的互惠作用。
基本原理是农奴“为所有人劳动”，骑士或爵士“为所有人战斗”，教士“为所有人祈祷”；这样，每个人都有相应的地位。农奴的食宿与报酬是最低的，但是相比奴隶来说，他至少还有在土地和财产上有一定权利。

### 成为农奴
自由人通常因武力或必需品而成为农奴。有时，当地巨头也会利用武力或法律优势来威胁保有不动产权者或自由地所有人，迫使他们依附自己。通常，当遇到歉收、战乱、土匪时，个人无法自给自足。此时，他可以与庄园主达成协定。为了换取保护，他需要提供服务：如现金、劳动或两者皆有。在“奴役”的仪式上，这些协议正式生效，农奴将自己的头放在主子的手下，类似于效忠的仪式，即诸侯将自己的手放在大君主手下。这些宣言以封建协定的方式将主子和新农奴联系起来，使他们的协定生效。通常来说，这些协定十分严酷。七世纪盎格鲁-萨克森的“忠实宣言”称：
根据上帝的法律和世界的秩序，我向上帝的神圣圣所起誓，对（某某）的起誓是真诚真实的，会爱他所爱，恨他所恨。我永远不会有意或采取行为，通过语言或立契，做任何令他不高兴的事情，如果他愿意坚持我所应承担的，那么当我屈服与他并选择他的旨意时，他可以根据我们约定所述做他任何想做的事情。
成为农奴意味着承诺将会涵盖农奴生活的各面。
另外，农奴的孩子生下是农奴(結婚也要領主批准)。当承担了农奴的责任后，农奴不但出售了自己，而且也出售了他们未来的子嗣。

### 阶级制度
这些差异常常模糊不清，农民的社会阶级分两种：
1. 自由人，他们在庄园上的土地使用权是自由保有的。
2. 佃农

农民阶层中更低的是隶农，通常是佃农的小儿子
，以及奴隶，由工人阶级底层组成。

#### 自由人
自由人，或自由佃农，他们在封建地契上通过一系列协议拥有土地，是基本上只交付地租的农民，很少或不对领主服役，有一定的稳定性和独立性。在十一世纪的英国，自由人只占农民人口的10%，他们在整个欧洲的数量也不多。

#### 佃农
佃农（villein, villain）是中世纪农奴最常见的形式。佃农比地位最低的农奴有更多的权利和更高的地位，但是比起自由人来说受到一系列法律限制。佃农通常租住小屋，有的拥有土地，有的没有。作为与地主或庄园主签订协约的一部分，他们必须在主子的田地上劳动一段时间。劳动常是时令的，如在收割时参与劳动。佃农可以使用剩余的时间耕种自己的土地。
和其他农奴形式类似，佃农也需提供其它服务，可能是在支付租金以外。佃农被束缚在土地上，未经地主允许不得离开土地，或是迁徙到其他庄园上。与奴隶不同，佃农通常可以拥有财产。与其它农奴制不同，佃农制是欧洲大陆封建制最常见的形式，土地所有权可以追根溯源到罗马法。
中世纪的欧洲土地上存在着各种佃农制。半佃农自己所使用的土地会减半，却要向领主进行全额服务，生活的艰难常常逼迫他们为其他农奴效力。在中世纪，领主的庄园会提供食宿，确保土地的供给，抵御土匪。由于为了获取劳动价值，地主并不经常驱除佃农。佃农制极大地优于流浪汉、奴隶制或其他无土地的劳工。
在许多中世纪国家里，佃农可以逃离庄园，在城市或其他地方居住超过一年时间来获取自由；但是这意味着失去土地使用权和农业生计，代价高昂。除非地主极为残暴，或是农庄生活极为艰难，否则佃农不会逃跑。

#### 隶农
1086年，英国的末日审判书在描述隶农上使用了可以互换的词汇bordarii和cottarii。cottarii来自当地的盎格鲁-萨克森语，而bordarii来自法语。
从地位上讲，庄园隶农比农奴的社会等级还要低，他们只有一个小农舍、菜园或小片土地来养家糊口。在英国末日审判普查的时期，这可以包括1-5英亩（0.4-2公顷）。在伊丽莎白时代的法规中，Erection of Cottages Act 1588要求农舍至少要占土地4英畝（0.02平方；0.01平方英里）。然而，日后的圈地法案（1604往前）剥夺了隶农拥有土地的权利：“在圈地法案之前，隶农是拥有土地的农民，在圈地法案之后，隶农成了没有土地的农民。”
隶农没有属于自己的耕牛或马匹。末日审判书中称英国有12%的自由人、35%的农奴或佃农、30%的隶农和9%的奴隶。

#### 奴隶
农奴的最后等级是奴隶。在农庄上，奴隶的权利和待遇最差。他们没有租用的土地，单单为领主劳动，依靠施舍度日。领主处于自己的利益总是乐于证明奴隶制的合理性，以便获得更多的财物和赋税。在那一时期中的庄园案件里，男子的身份是决定个人权利与义务的主要标准。同样，逃跑的奴隶如果被抓，就可能挨揍。

### 义务

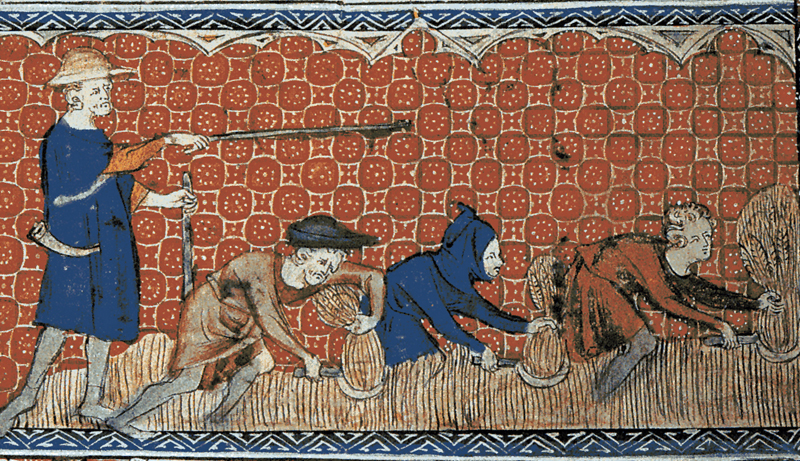
官长与农奴，封建英国，约1310年

通常，农奴（不包括奴隶或隶农）以时令劳动作为支付费用或赋税。通常，他们每周都会抽出一段时间来在领主的庄园里劳动，收割、挖水渠、修补围栏，也常常在领主的宅院里工作。农奴剩余的时间留给他们自己，可以照顾自己的田地，耕种或饲养牲畜来养家糊口。庄园里的工作在每年以固定的时间确定，通常按性别进行划分；然而，在收获时期，整个家庭都要下地干活。
农奴生活中最大的难处在于他为领主效力的时间与他自己所需的时间相冲突，而他必须先为领主效力，然后再去照顾自己的活计。当领主的庄稼要收获时，他自己的庄稼也成熟了。换句话说，领主若是个好人的话，农奴就能在为他效力的时期吃喝不愁；如果领主昏庸，那么农奴可能饥寒交迫。作为工作的交换，农奴有一定的特权，包括在领主的林地里收集枯木。
除了服务以外，农奴还需支付赋税和费用。赋税根据对田地和财产的评估定出。费用则以农产品而非现金支付。农奴收获的最优质的小麦通常会交给领主。在领主的领地上打猎是禁止的。在复活节上，农家可能需要交纳一些鸡蛋，在圣诞节时需要交纳一只鹅。当家庭成员去世时，需要交纳额外的费用来确保子嗣可以继承田地的耕种权。任何年轻女子若是想要嫁出庄园外，就必须交纳额外的费用来作为补偿(農奴結婚要奴隸主批准)。
通常，领主会使用任意的方式来评估赋税的价值。例如，小鸡必须能够跳过一定高度的围栏来证明赋税的价值。对农奴自身和经济权利是通过各种形式的庄园习惯法来约束的，由庄园行政机构和法院男爵来执行。
在战争或冲突期间农奴是否有义务为领主的土地和财产战斗的问题尚存在争议。领主若战败了，農奴自己的命运就无法知晓，因此农奴在一定程度上會支持自己的领主。

### 权利

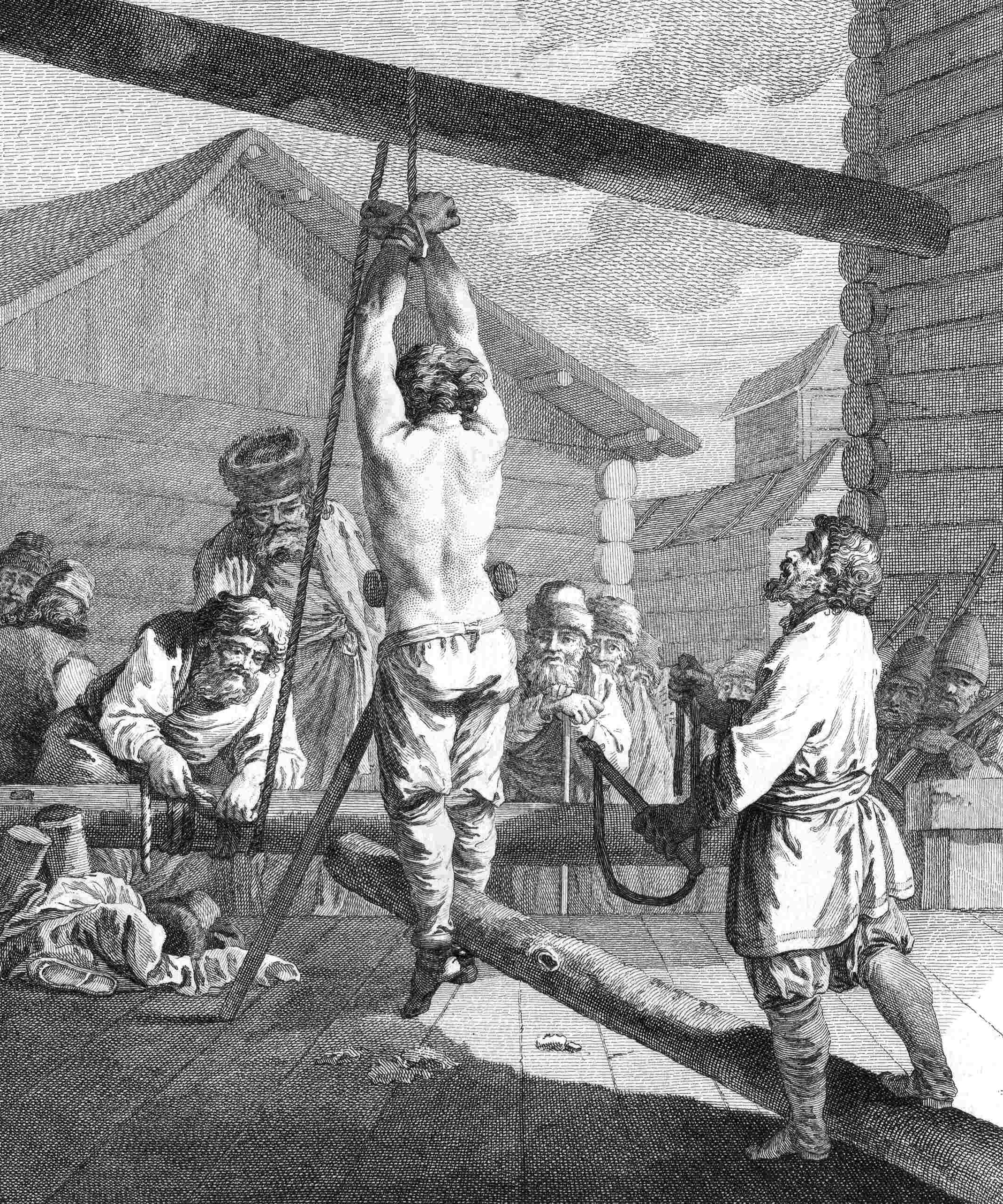
鞭刑在俄罗斯很常见。

在约束条件内，农奴也有一些自由。众所周知的是农奴只拥有“自己的肚皮”——依照法律，甚至他的衣服也是领主的财产——农奴依然可以积累个人财物，有的农奴甚至比他们的自由人邻居还富有，但这极为罕见。富有的农奴甚至可以为自己赎买自由。
农奴可以在自己的土地上种想种的谷物，但是需要缴纳谷物作为赋税（大約1/3收成）。农奴可以在市场上出售余粮。
地主不得未经法律许可占有自己的农奴，有义务保护他们免遭土匪和其它领主的掳掠，并且应该在饥荒发生时给予补助。农奴可以在庄园法庭上伸张这些权利。

### 变形
依照时间和地区的不同，农奴制的形式有所不同。在一些地区，农奴制与各种形式的赋税相互融合或等同。
所必须交纳的劳动量有所不同。例如，在十三世纪的波兰，每户人家每年需要劳动数天；在十四世纪时每户人家每周劳动一天；在十七世纪时每户人家每周劳动四天，在十八世纪为每周六天。波兰的早期农奴制主要局限在皇家领地上。
“每户人家”是指所有人都必须在指定的天数里进行劳动。例如，在十八世纪，六个人：一位农民、他的妻子、三个孩子和一个雇工都要给领主每周劳动一天，即可以算为劳动六天。
农奴有时会在冲突中参军，从而获得自由，甚至可以因作战英勇而获得爵位。农奴可以购买自由，仁慈的领主可以释放他们。农奴可以出逃，在无人烟的地方定居下来。法律因国家的不同而不同：在英国，农奴可以逃到某些城镇，如果在一年中不被捉到就可以获得自由。

## 历史

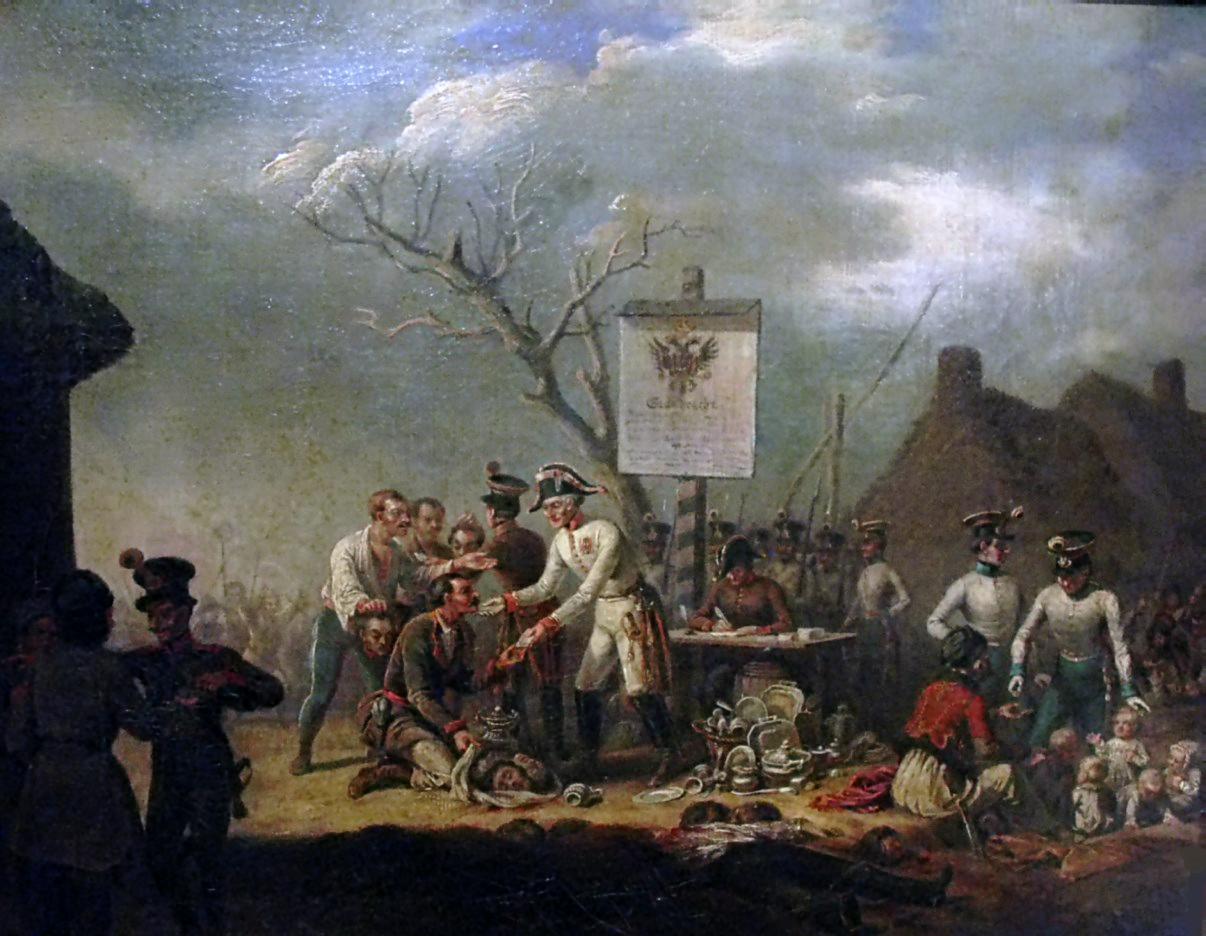
1846年加利西亚屠杀。这是反抗农奴制的起义，直接针对庄园所有权和压迫。

与农奴制类似的社会制度出现在古代。古希腊城邦斯巴达中奴隶的地位与中世纪农奴类似。在公元三世纪，罗马帝国面临着劳工短缺的问题。罗马大地主开始大幅度依赖罗马自由人，将他们作为佃农代替奴隶来作为劳工。
这些佃农的境遇每况愈下，最终成为了隶农。因为罗马皇帝戴克里先的税收制度同时参照土地和居民，而在人口普查时农奴难以离开土地。
然而，中世纪农奴制在十世纪卡洛林王朝解体时才真正开始实施。在这一时期，强大的封建领主鼓励將农奴制作为农业劳工的主要来源。农奴制是当时大地主常见的法律经济办法。
这种制度为农业提供的劳工数量最大，贯穿整个中世纪。奴隶制在整个中世纪都存在，但是并不盛行。
在中世纪晚期，农奴制开始在莱茵河以西消退，并最终扩散到东欧。农奴制到达东欧的时间比西欧晚了几个世纪，并在十五世纪在东欧占据统治地位。在这些国家里，农奴制因十九世纪早期拿破仑入侵而被废除，有的则坚持到十九世纪中期和末期。
大卫·P·福赛尔教授（Forsythe）写道：“在1649年，莫斯科有3/4的农民，或130-140万农民是农奴，他们的物质生活与奴隶没有什么区别。可能另有15万人被正式奴役，俄国奴隶为俄国主子服务。”在俄国，亚历山大二世在1861年宣布赦令，有超过230万私人农奴被释放，获得自由。国有农奴在1866年改革中获得释放。

## 废除时间

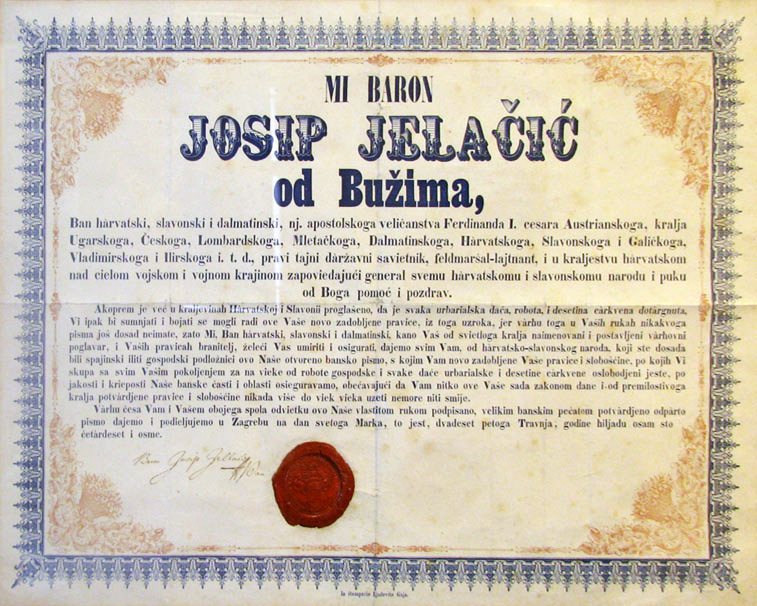
克罗地亚王国Josip Jelačić伯爵废奴宣言，1848年4月25日

| 以时间顺序为序： 1. 苏格兰：農奴制消失于14世纪下半叶，但農奴继承制度延续到1747年。 2. 英格兰和威尔士：15到16世纪已被废除。 3. 瓦拉幾亞：正式废除于1746年。 4. 摩爾達維亞：正式废除于1749年。 5. 薩丁尼亞王國：正式废除于1771年12月19日。 6. 哈布斯堡君主國：正式废除于1781年11月1日。 7. 波希米亞：正式废除于1781年11月1日。 8. 巴登：正式废除于1783年7月23日。 9. 丹麦：正式废除于1788年6月20日。 10. 赫爾維蒂共和國：正式废除于1798年5月4日。 11. 巴達維亞共和國：1798年6月12日建立的宪法废除了農奴制。 12. 塞爾維亞：1804年。 13. 石勒蘇益格-荷爾斯泰因：正式废除于1804年12月19日。 14. 瑞典波美拉尼亞：正式废除于1806年7月4日。 15. 華沙公國：正式废除于1807年7月22日。 16. 普魯士王國：正式废除于1807年10月9日。 17. 梅克倫堡：正式废除于1807年10月。 18. 巴伐利亞：正式废除于1808年8月31日。 19. 拿騷：正式废除于1812年9月1日。 20. 日瓦爾省：正式废除于1816年3月23日。 21. 庫爾蘭省：正式废除于1817年8月25日。 22. 符騰堡：正式废除于1817年11月18日。 23. 利沃尼亞省：正式废除于1819年3月26日。 24. 漢諾威王国：1831年。 25. 薩克森自由州：正式废除于1832年3月17日。 26. 匈牙利王國：正式废除于1848年4月11日。 27. 克羅地亞王國：正式废除于1848年5月8日。 28. 奧地利帝國：正式废除于1848年9月7日。 29. 保加利亚公国：1858年。 30. 俄羅斯帝國：正式废除于1861年2月19日。 31. 東加：1862年。 32. 波蘭會議王國：1864年。 33. 格魯吉亞：1864至1871年。 34. 卡爾梅克共和國：1892年。 35. 冰島：1894年。 36. 波斯尼亞和黑塞哥維那：1918年。 37. 阿富汗：1923年 38. 新疆和田墨玉县：1951年。 39. 不丹：正式废除于1958年或1959年。 40. 西藏：1959年（爭議，詳見西藏農奴制度） 41. 云南西双版纳召片領：1956年。 42. 四川凉山：1956年。 |

## 更多阅读
- Backman, Clifford R. The Worlds of Medieval Europe Oxford University Press, 2003.
- Blum, Jerome. The End of the Old Order in Rural Europe（Princeton UP, 1978）
- Coulborn, Rushton, ed. Feudalism in History. Princeton University Press, 1956.
- Bonnassie, Pierre. From Slavery to Feudalism in South-Western Europe Cambridge University Press, 1991 excerpt and text search （页面存档备份，存于）
- Freedman, Paul, and Monique Bourin, eds. Forms of Servitude in Northern and Central Europe. Decline, Resistance and Expansion Brepols, 2005.
- Frantzen, Allen J., and Douglas Moffat, eds. The World of Work: Servitude, Slavery and Labor in Medieval England. Glasgow: Cruithne P, 1994.
- Gorshkov, Boris B. "Serfdom: Eastern Europe" in Peter N. Stearns, ed, Encyclopedia of European Social History: from 1352-2000（2001）volume 2 pp 379–88
- Hoch, Steven L. Serfdom and social control in Russia: Petrovskoe, a village in Tambov（1989）
- Kahan, Arcadius. "Notes on Serfdom in Western and Eastern Europe," Journal of Economic History  March 1973 33:86-99 in JSTOR
- Kolchin, Peter. Unfree labor: American slavery and Russian serfdom（2009）
- Moon, David. The abolition of serfdom in Russia 1762-1907（Longman, 2001）
- Scott, Tom, ed. The Peasantries of Europe（1998）
- Vadey, Liana. "Serfdom: Western Europe" in Peter N. Stearns, ed, Encyclopedia of European Social History: from 1352-2000（2001）volume 2 pp 369–78
- White, Stephen D. Re-Thinking Kinship and Feudalism in Early Medieval Europe（2nd ed. Ashgate Variorum, 2000）
- Wirtschafter, Elise Kimerling. Russia's age of serfdom 1649-1861（2008）
- Wright, William E. Serf, Seigneur, and Sovereign: Agrarian Reform in Eighteenth-century Bohemia（U of Minnesota Press, 1966）。
- Wunder, Heide. "Serfdom in later medieval and early modern Germany" in T. H. Aston et al., Social Relations and Ideas: Essays in Honour of R. H. Hilton（Cambridge UP, 1983）, 249-72